# Annette Vilhelmsen
Annette Vilhelmsen, née le 24 octobre 1959, est une femme politique danoise, membre du Parti populaire socialiste (SF).

## Biographie
Enseignante de profession, Annette Vilhelmsen est élue au conseil municipal de Kerteminde de 2001 à 2011, où elle assure notamment la fonction de seconde maire-adjointe.
Elle est élue députée au Folketing pour la première fois lors des élections législatives de 2011.
En septembre 2012, après l'annonce de Villy Søvndal de sa démission de la présidence du Parti populaire socialiste, Vilhelmsen annonce sa candidature à sa succession. Le 13 octobre, elle est élue à la tête du parti avec 66 % des voix, battant donc sa collègue Astrid Krag. Une semaine après son élection à la présidence du parti, elle entre au gouvernement de Helle Thorning-Schmidt en tant que ministre du Commerce et de la Croissance, dans le cadre d'un remaniement ministériel ne concernant que les membres du gouvernement issus du parti.
Le 9 août 2013, elle devient ministre de l'Intégration, des Affaires sociales et de l'Enfance à l'occasion d'un remaniement ministériel.
Le 30 janvier 2014, elle démissionne de son ministère et de la direction du Parti populaire socialiste, à la suite de la vente d'une part de l'entreprise publique d'énergie Dong à la banque d'investissement américaine Goldman Sachs.
Malgré sa démission de la présidence du parti, elle affirme son intention de rester membre du Folketing et de se représenter lors des élections législatives de 2015. Elle n'est toutefois pas réélue, Karsten Hønge remportant davantage de voix qu'elle et devenant alors le député du Parti populaire socialiste dans la circonscription.
En juin 2016, elle annonce qu'elle deviendra directrice de Tietgen (da), une école de commerce à Odense, à partir du 1er août. Elle quitte cette fonction en mars 2023.
En octobre 2024, elle annonce son intention de se présenter aux élections municipales de 2025 à Svendborg pour le Parti populaire socialiste. La direction nationale du parti refuser toutefois de la laisser porter les couleurs du parti lors du scrutin.